# Sarmatia otisalis
Sarmatia otisalis là một loài bướm đêm trong họ Erebidae.